# Gianfranco Fini
Pour les articles homonymes, voir Fini.
Gianfranco Fini, né le 3 janvier 1952 à Bologne, est un homme politique italien, président de la Chambre des députés de 2008 à 2013.
Ancien président du parti néo-fasciste Mouvement social italien (MSI), puis fondateur du parti d'extrême droite Alliance nationale, il opère ensuite un recentrage de son mouvement, s'alliant avec la droite traditionnelle. 
Il a exercé les fonctions de vice-président du Conseil des ministres de 2001 à 2006 et de ministre des Affaires étrangères de 2004 à 2006, dans les gouvernements Berlusconi II et III.
Du 30 avril 2008 au 15 mars 2013, il est le président de la Chambre des députés italienne. Il ne retrouve pas son siège de député lors des élections de 2013. Il présidait, depuis 2010, le parti Futur et liberté pour l'Italie dont il démissionne le 8 mai 2013, à la suite de l'échec électoral de sa formation.

## Biographie

### Origines familiales
Fini naît en Émilie-Romagne. Son grand-père, mort en 1970, était un militant du Parti communiste italien.
Son père, Argenio Sergio Fini (Bologne, 1923 - Rome, 1998), fut volontaire de l'Armée de la République sociale italienne (le gouvernement fantoche de l'Italie de 1943 à 1945). Après la guerre, il se rapproche du Parti social-démocrate italien, mais cesse toute activité politique après l'adhésion de son fils Gianfranco au MSI.
Sa mère, Erminia Marani (Ferrare, 1926 - Rome, 2008), est la fille d'Antonio Marani, qui fut un proche d'Italo Balbo.
Son prénom, Gianfranco, a été choisi en souvenir d'un cousin, tué à l'âge de 20 ans par des partisans italiens, peu après la libération de l'Italie du Nord, le 25 avril 1945.

### Vie privée
En 1988, il épouse Daniela Di Sotto avec laquelle il a une fille, Giuliana. Lorsqu'il participe en mai 2007 au « Family Day », sa nouvelle compagne est enceinte de deux mois, alors qu'il est encore marié avec la précédente, ce qui crée une polémique. Il annonce le mois suivant sa séparation. Sa deuxième fille, Carolina, naît en décembre 2007.
Depuis 2008, Gianfranco Fini a pour compagne Elisabetta Tulliani, une avocate de vingt ans sa cadette. Leur fille Martina naît en 2008.

### Au Front de la jeunesse
Fini étudie à l'université de Rome « La Sapienza », dont il sort diplômé en psychologie. Il est également journaliste de profession.
Il fait ses premiers pas politiques au sein du Front de la jeunesse, le mouvement des jeunes du MSI, un parti d'extrême droite dont il devient président en 1977.

### Du MSI à l'Alliance nationale
En 1983, il a été élu membre de la Chambre des députés.
En 1987, il succède à Giorgio Almirante comme secrétaire national du Mouvement social italien-Droite nationale (Movimento Sociale Italiano - Destra Nazionale), parti né de la nostalgie du fascisme et en reste le secrétaire jusqu'en 1990 (date à laquelle il est supplanté par Pino Rauti) et à nouveau à partir de juillet 1991.

C'est l'époque où il croit encore au fascisme, déclarant « Je crois encore dans le fascisme, oui, j'y crois », et où il défend le dictateur Benito Mussolini. Ainsi en janvier 1990, il déclare « Personne ne peut nous demander d'abjurer notre matrice fasciste » puis affirme que « Mussolini a été le plus grand homme d'État du XXe siècle. Et s'il vivait aujourd'hui, il garantirait la liberté des Italiens ». En 1992, il précise que « … Celui qui a été vaincu par les armes mais non pas par l'histoire est destiné à goûter à la douce saveur de la revanche… Après presque un demi-siècle, le fascisme est idéalement vivant », et en juin 1994 : 

« Mussolini a été le plus grand homme d'État du siècle… Il y a des phases dans lesquelles la liberté n'est pas parmi les valeurs prééminentes. »

En 1993, Fini est candidat à l'élection municipale de Rome et créait la surprise en supplantant tous les candidats de la droite traditionnelle. S'il rassemble au second tour 46 % des électeurs, il est cependant battu par le candidat de gauche Francesco Rutelli. Néanmoins, son score marque le début de son ascension politique. Conscient d'avoir perdu à cause de l'étiquette fasciste dont se revendiquait le MSI, il décide de recentrer politiquement le vieux parti italien à l'instar de ce qu'avait fait le Parti communiste italien. Dans un premier temps, il récuse les termes de fasciste ou de néo-fasciste pour celui de « post-fasciste ».
La participation du MSI de Fini au gouvernement italien en 1994 dans la coalition de Silvio Berlusconi suscite de nombreuses réticences, notamment à l'étranger où des ministres refusent de discuter avec leurs homologues italiens membres du MSI. Fini décide alors d'organiser un congrès de refondation destiné alors à adopter une nouvelle orientation politique pour un MSI, dont le nom est désormais en sursis.
La refondation du MSI a lieu au congrès de Fiuggi organisé du 25 au 29 janvier 1995. La rénovation politique entreprise est symbolisée par le changement de nom du parti en une Alliance nationale présidée par Gianfranco Fini. En recentrant son parti, il solde son passé fasciste. Le post-fascisme qu'il revendique consiste à abandonner toute référence au fascisme traditionnel, considéré dorénavant uniquement comme une référence historique, et à faire de l'Alliance nationale, un nouveau parti de droite modérée.
Toutefois les propos plus ouverts de Fini continuent à secouer de temps à autre son parti dont les membres n'ont pas tous complètement oublié leur ancien courant de pensées. Les derniers irréductibles, à commencer par Alessandra Mussolini (petite-fille de Benito Mussolini), finissent par entrer en dissidence et quittent le parti en 2003, notamment après les propos de Fini déclarant en Israël que le fascisme « fut le mal absolu » du XXe siècle et que le règne de Mussolini fut « un chapitre honteux de l'Histoire de notre peuple »,.
Certains de ses opposants, comme Francesco Storace, leader de la région du Latium, contestent cet éloignement, qu'ils décrivent comme une manœuvre politique et médiatique, mais que, dans le fond, son opinion est restée inchangée. Ils finissent par fonder en 2007 La Droite.
Le 22 mars 2009, sous l'impulsion de Gianfranco Fini, l'Alliance nationale, réunie en congrès à Rome, approuve sa dissolution pour fusionner avec le parti politique de Silvio Berlusconi, Le Peuple de la liberté. Selon certains observateurs politiques, Fini espère récupérer le poste de président du Conseil des ministres au cas où Berlusconi déciderait de se retirer.

### Bras droit de Silvio Berlusconi

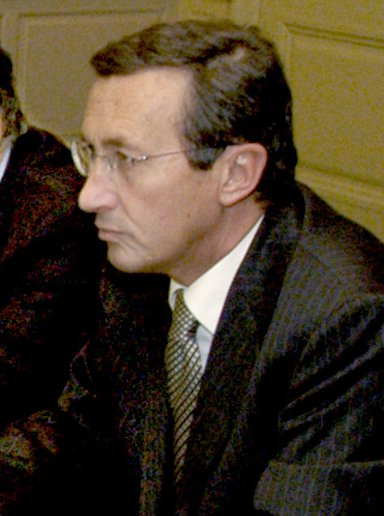
Gianfranco Fini, en 2004.

En 2001, Fini est nommé vice-président du Conseil des ministres, dans le second gouvernement de l'homme d'affaires Silvio Berlusconi, revenu au pouvoir après six années passées dans l'opposition.
Il est à l'origine en 2002, avec le chef de la Ligue du Nord Umberto Bossi, d'une loi durcissant des conditions d'accueil des exilés en Italie. Le texte établit des quotas, instaure un fichier d'empreintes digitales pour les demandeurs de visas et prévoit l'installation de centres d'identification et de rétention sur tout le territoire ainsi que des retours forcés. En outre, pour demander la nationalité italienne, les immigrés doivent justifier de dix années de présence ininterrompue dans le pays et leurs enfants, même nés en Italie, devront avoir au moins 18 ans pour y prétendre.
En novembre 2004, après la démission de Franco Frattini, à la suite de l'affaire Rocco Buttiglione, il est nommé ministre des Affaires étrangères.
Jusqu'en 2004, Fini est, comme chef de la diplomatie italienne, l'un des 105 membres de la Convention sur l'avenir de l'Europe chargée de rédiger le traité établissant une Constitution pour l'Europe.
Il conserve ses fonctions de vice-président du Conseil et son portefeuille ministériel des Affaires étrangères dans le troisième gouvernement Berlusconi, formé le 23 avril 2005, et ce jusqu'au 17 mai 2006, et la prestation de serment du second gouvernement Prodi.

### Président de la Chambre des députés

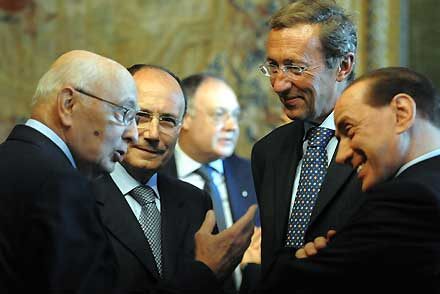
Giorgio Napolitano, Renato Schifani, Gianfranco Fini et Silvio Berlusconi en 2008.

À la suite des élections législatives des 13 et 14 avril 2008 qui ont vu la victoire du Peuple de la liberté, un nouveau parti de droite rejoint par l'Alliance nationale, il est désigné candidat à la présidence de la Chambre des députés. Après trois tours infructueux, il est élu à la présidence de l'assemblée le 30 avril 2008, par 335 voix sur 611 votants. Il cède bientôt son poste de président d'Alliance nationale à Ignazio La Russa.
En avril 2010, son opposition à la politique menée par Silvio Berlusconi, qu'il estime s'aligner de plus en plus sur le programme de la Ligue du Nord, s'intensifie : elle culmine lors de la première réunion de la direction nationale du Peuple de la liberté, le 22 avril, où Berlusconi l'invite même à quitter la présidence de la Chambre lors d'un échange particulièrement vif, retransmis par la télévision.
Le 29 juillet 2010, Berlusconi annonce dans une conférence de presse que trois députés, anciens membres d'Alliance nationale et proches de Fini, vont être déférés devant un conseil de discipline du Peuple de la liberté. Il invite une nouvelle fois Gianfranco Fini à quitter la présidence de la Chambre. Celui-ci indique qu'il ne quittera pas le perchoir et qualifie le président du Conseil d'« illiberale » (ce qui en italien signifie : qui viole la liberté et les droits des citoyens, synonyme d'« autoritaire »). Trente-trois députés quittent alors le Peuple de la liberté pour former un groupe autonome autour de lui (dénommé « Futur et liberté pour l'Italie »), ainsi que 10 sénateurs, qui font de même au Sénat.
Il envisage pour la première fois l'hypothèse de sa démission de la présidence de la Chambre en septembre 2010, dans le cas où les révélations d'un scandale immobilier impliquant le frère de sa compagne, Giancarlo Tulliani, seraient avérées. Il conserve cependant ses fonctions.
Fermement opposé à Silvio Berlusconi, dont il demande régulièrement la démission, il se présente comme une alternative au président du Conseil. En novembre 2011, il soutient la nomination de l'économiste Mario Monti, nommé chef du gouvernement par le président Giorgio Napolitano, et ce dans un contexte économique difficile pour l'Italie. À l'occasion des élections générales de février 2013, il fait alliance avec Pier Ferdinando Casini et Mario Monti ; alors que la coalition centriste, baptisée « Con Monti - Per l'Italia » n'obtient qu'entre 8 et 10 % à la Chambre des députés, il perd son mandat parlementaire, un mandat qu'il assumait depuis 1983.
N'ayant plus aucun mandat politique, il déclare quitter la présidence de son parti, Futur et liberté pour l'Italie.

## Positions politiques
Après avoir répudié son passé de militant fasciste, Fini s'est positionné comme pro-européen et pro-atlantiste. Après les attentats du 11 septembre 2001, l’Alliance nationale colla des affiches déclarant sa solidarité avec les États-Unis, tranchant avec le mépris autrefois affiché à leur encontre par les fascistes italiens. Il défend l'économie de marché et le capitalisme.
Lors d’une visite officielle en Israël en 2003, coiffé d'une kippa devant le mur des Lamentations, il qualifie le fascisme de « mal absolu du XXe siècle ».
Dans les campagnes des référendums de juin 2005 au sujet de l'insémination artificielle, il déclare qu'il voterait « oui » à trois mesures sur quatre, semant la confusion dans ses rangs, généralement plus alignés avec l'Église catholique romaine.
Le 29 janvier 2006, après que le Sénat a approuvé la nouvelle législation sur les drogues proposée par Fini (proposant un pas vers la dépénalisation de la consommation du cannabis), il admet avoir fumé du cannabis lorsqu’il était en vacances en Jamaïque avec quelques amis. De son propre aveu, il fut malade pendant deux jours.
Il a rédigé les préfaces des éditions italiennes de La République, les religions, l'espérance (2004) et de Témoignage (2006) écrits par son ami Nicolas Sarkozy.
Sur ses relations avec Forza Italia et son leader :
- « Le Cavaliere (Berlusconi) a détruit la Maison des libertés, et maintenant nous devrions frapper à sa porte, avec le chapeau bas et des cendres sur la tête ? Moi, retourner à la bergerie ? Je suis le président d'AN, pas une brebis. » (16 décembre 2007)
- « Je partage la proposition de Berlusconi de donner au peuple du 2 décembre, au Peuple de la liberté, une voix unique au Parlement. C'est une page d'histoire de la politique italienne : le 13 avril naîtra un nouveau grand sujet politique, inspiré par les valeurs du Parti populaire européen et donc une alternative aux gauches. J'espère que nos amis de l'UDC veuillent écrire cette page importante avec nous » (8 février 2008)[12]

Son absentéisme parlementaire est important : 2 465 absences sur 4 875 sessions (50,6 %).
Sur l'immigration, Gianfranco Fini est en faveur d'un assouplissement des conditions d'obtention de la nationalité italienne et du droit de vote aux élections locales pour les immigrés légalement installés depuis cinq ans en Italie. Il propose cependant de faire considérer l’immigration clandestine comme un crime.